# Ẓ
Ẓ, ẓ, litera alfabetu łacińskiego składająca się z litery "z" i kropki poniżej tej litery. Używana jest w transkrypcji języków afroazjatyckich do zapisania dźwięku "emfatycznego z".